# Amphistigma
Genre
Amphistigma  est un genre d'ophiures (animaux marins ressemblant à des étoiles de mer souples) de la famille des Amphiuridae.

## Liste des espèces
Selon World Register of Marine Species (14 octobre 2018) :
- Amphistigma minuta H.L. Clark, 1938
- Amphistigma watsonae Baker, 1979